# Palacio del Vizconde de Valdesoto
El Palacio del Vizconde de Valdesoto es un edificio situado en la plaza de Alfonso el Magnánimo número 7 de la ciudad de Valencia (España).

## Edificio
Posee dos fachadas, la principal recayente a la plaza Alfonso el Magnanimo número 7 y otra que da a la calle Poeta Quintana. La construcción original del palacio data del siglo XVI. Su fachada exterior se debe a reformas muy posteriores, pero en el interior se conserva aun parte de la construcción original de estilo renacentista. El edificio sufrió reformas en los años 1905 y 1928.
El edificio consta de planta baja y tres alturas. En la puerta principal se conserva un histórico blasón nobiliario. Posee un patio interior al final del zaguan. El patio interior, de estilo renacentista, conserva la construcción original, con arcos renacentistas labrados en piedra, una gran escalera de mármol con esculturas talladas y una vidriera de grandes dimensiones con profusa ornamentación. Es probable que la parte renacentista que se conserva del edificio pertenezca al claustro de un antiguo convento de monjas ya desaparecido.
En 1970, el Corte Inglés trató de comprar el palacio para construir su primer centro comercial en Valencia, en la calle Pintor Sorolla, ya que ya había comprado todos los edificios que componían dicha manzana, como el antiguo Convento de Santa Catalina de Siena. La familia propietaria se negó a vender el palacio tras reiteradas insistencias y ofertas, lo que obligó al Corte Inglés a retranquear el centro comercial al no poder hacerse con la propiedad del último edificio que le faltaba para completar la manzana. Gracias a la actitud conservacionista de sus propietarios, el palacio no fue derribado y se ha conservado hasta nuestros días.
A finales del siglo XX y principios del XXI el edificio ha sido destinado a oficinas y restauración.